# Los Villares
Los Villares es una localidad y un municipio español perteneciente a la provincia de Jaén, comunidad autónoma de Andalucía, situado en la parte meridional de la comarca Metropolitana de Jaén. Se encuentra a unos 9 km al sur de Jaén, lo que, unido a su clima menos caluroso en verano, lo convierte en uno de los principales emplazamientos para las residencias estivales de la capital. Dentro del núcleo urbano se une el río Eliche con el río Frío. Tiene una población de 6079 habitantes (INE 2024).

## Entorno natural

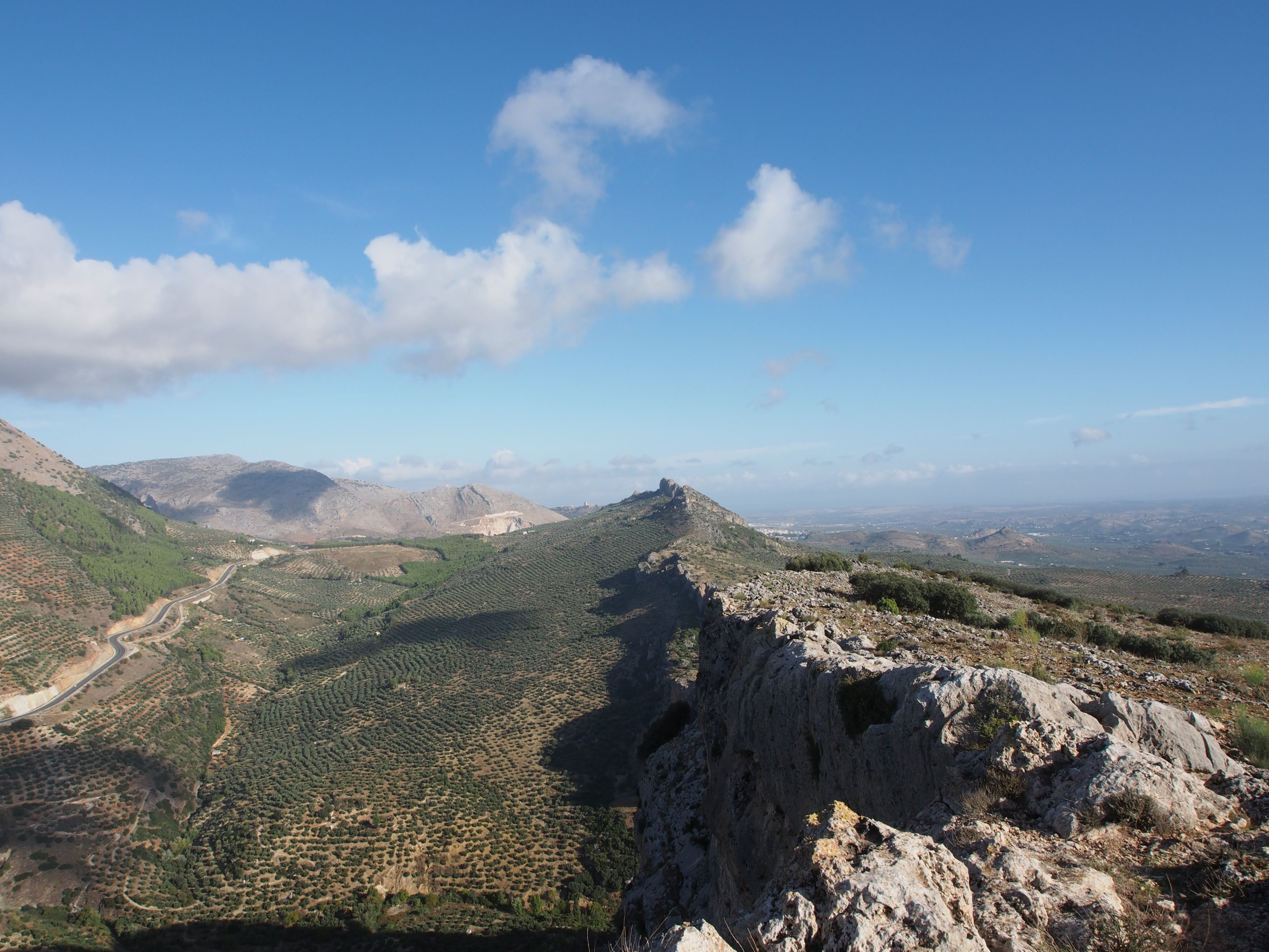
La carretera de Los Villares a Jaén, junto a la formación geológica de Las Cimbras

La totalidad del término municipal de Los Villares se encuentra enmarcada en el ámbito de lo que geográficamente se conoce como Sierras Subbéticas.
La naturaleza rocosa de estas sierras es fundamentalmente carbonatada, donde predominan las calizas, dolomías y margas. En cuanto a la edad de estas rocas aflorantes en superficie se ha datado en los periodos Cretácico y Jurásico, por ello no es difícil encontrar fósiles marinos de esta época, siendo especialmente abundantes los fósiles de Ammonites.
Geomorfológicamente el territorio está compuesto por una sucesión de crestas y valles de diferente envergadura, localizándose el núcleo urbano en el fondo de una gran depresión que está flanqueada por la Sierra de Jabalcuz al norte, la Sierra de la Pandera al sur, el Cerro del Viento al oeste y las Cimbras al este.
La red hidrográfica tiene carácter centrípeto. La gran cantidad de barrancos y arroyos temporales que se originan en las zonas más altas convergen en dos ríos principales: el Río Eliche y el Río Frío. El primero tiene sus fuentes en el paraje conocido como Portillo de Martos, área limítrofe entre Los Villares y Martos. El segundo tiene su nacimiento en el paraje del Ojo del Moral, a los pies de la Sierra de la Pandera. Las aguas de ambos ríos confluyen a las afueras del núcleo urbano y tras varios cambios de dirección y un importante meandro abandonan el término municipal por el paraje de los Cañones, en el límite con el término municipal de Jaén.
La vegetación ha experimentado una profunda transformación a lo largo de la historia. La mayor parte del territorio se dedica en la actualidad al cultivo del olivar en régimen de secano. La vegetación original se correspondía mayoritariamente en encinares mesomediterráneos y supramediterráneos, bosques de ribera en el entorno de los ríos y matorrales y pastos de montaña en las zonas más altas y zonas rocosas. En la actualidad, aunque no son muchos los lugares en los que se puede observar la vegetación original, sí se pueden apreciar algunos ejemplos:
- Encinares y coscojares en las zonas altas de la Sierra de Jabalcuz.
- Bosques de ribera en el Río Eliche y en Río Frío.
- Encinar y quejigar en el paraje del El Espinar y en el paraje de Puerto Viejo.
La fauna del municipio está integrada en su mayoría por animales de tamaño mediano o pequeño. La gran fauna vertebrada de carácter mediterráneo asociada a bosques y matorrales, resulta muy escasa en la actualidad debido a la transformación agrícola y a la persecución que en otras épocas sufrieron muchas especies. Así, por ejemplo, los grandes mamíferos depredadores ibéricos como el oso, el lobo y el lince, desaparecieron  tiempo atrás debido a la caza y a la persecución con cepos, lazos, venenos, etc. Igual ha sucedido con las aves carroñeras como el buitre leonado. Otras especies de gran valor natural como el águila real, el búho real, aún mantienen algunas parejas, aunque escasas, en el territorio villariego.
En cuanto a la fauna de menor tamaño, además de los invertebrados, resultan especialmente interesantes las aves insectívoras, por el papel ecológico que desempeñan. Pájaros como el mirlo, el zorzal, el petirrojo, la curruca, etc., juegan un importante papel en el control de insectos que pueden convertirse en plagas del olivar.

## Historia

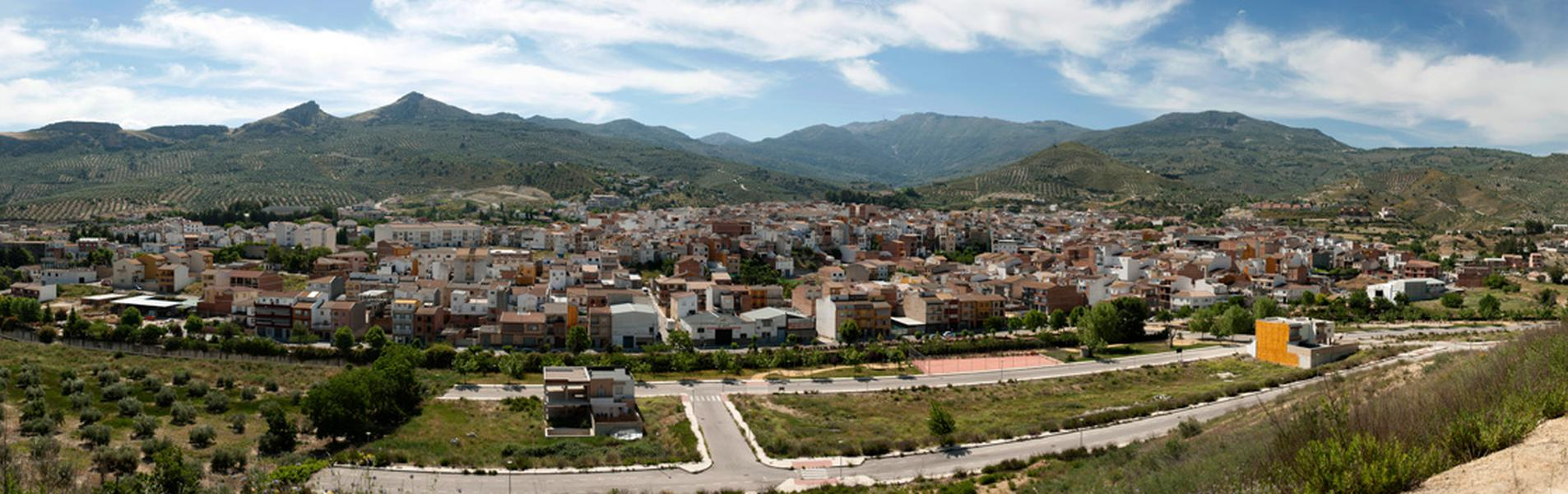
Panorámica

Primeramente, antes de que se fundara Los Villares y la conozcamos tal y como es hoy en día, hubo indicios de civilización prehistórica, prueba de ello son las diversas pinturas rupestres situadas en las paredes de la zona de Los Cañones, zona limítrofe con el término de Jaén. También, hay indicios de pueblos íberos, árabes y restos de civilización romana, prueba de ello es la cantidad de tesoros, monedas, joyas, piezas, utensilios y demás encontrados a lo largo de todo el término, (desde las faldas de La Pandera hasta el Cerro del Viento, pasando por cuevas como la del Contadero). Gran parte de estos tesoros, piezas, útiles y demás, se encuentran actualmente en el Museo Arqueológico de Jaén. 
Estas poblaciones que florecieron y vivieron en Los Villares desaparecieron con el paso del tiempo, debido a continuos saqueos de bandidos y soldados desertores procedentes del Reino nazarí de Granada. Estos motivos propiciaron que el municipio se despoblara nuevamente, quedando así sin vida.
Más tarde, entre las últimas décadas de la Edad Media y poco antes de recibir su Acta Fundacional en 1508, el municipio estaba formado por un conjunto de pequeños cortijos y casas diseminadas, en las que vivían mayoritariamente campesinos humildes dedicados al cultivo y labranza de los fértiles campos del municipio, regados por el río Eliche y el río Frío, así como a la cría del ganado también para sus respectivos señores de la capital, Jaén.
Tras la caída del Reino nazarí de Granada y su respectiva toma por parte de los Reyes Católicos en el 1492, se llevaron a cabo una serie de políticas para establecer el orden en las zonas fronterizas con dicho reino, por lo que Juana I de Castilla, hija de los Reyes Católicos, llevó a cabo dicha política creando así poblaciones y repoblando dichas zonas fronterizas del Concejo de Jaén, así es como Los Villares, el 17 de marzo de 1508, obtuvo la Carta Fundacional por real orden de Doña Juana I de Castilla. Ese primer intento fundacional fue fallido, no llevándose el amojonamiento del municipio y, su verdadera fundación, hasta el año de 1539, ya reinando el hijo de Juana I, el rey Carlos I de España. Las intenciones de dicha fundación eran bastante claras: colonizar y repoblar los terrenos baldíos y olvidados de la Sierra Sur de Jaén, ya que este territorio era fronterizo con el Reino nazarí de Granada, por lo que la población no se asentaba en estas zonas, ya que tenían miedo a ser atacados por el enemigo o a ser saqueados y destruidos por bandidos o por los moros.
Los Villares, antes de su fundación se componía de dos núcleos: Villar Alto y Villar Bajo, que al unificarse quedaron nombrados como "Villa en medio". Poco más tarde, tras la fundación del municipio, Los Villares pasó a llamarse Los Villares de Arenas, debido a las numerosas canteras de arena que poseía y por ser camino directo hacia Granada. 
El municipio, nada más su fundación, tenía previsto contar con una población de 300 habitantes, pero en el 1591 la población era de un total de 210 personas aproximadamente. Los primeros pobladores de Los Villares fueron campesinos procedentes de Jaén capital y de municipios cercanos como Torredonjimeno, además de soldados pertenecientes a la guardia real de Carlos I. A lo largo de los siglos, la población de Los Villares ha crecido considerablemente, debido a sus abundantes recursos agrícolas, ganaderos, forestales, minerales... etc, además de por su cercanía a la capital. Actualmente Los Villares cuenta con una población de 6.019 personas.

## Geografía humana

### Demografía
Cuenta con una población de 6079 habitantes (INE 2024).
| Gráfica de evolución demográfica de Los Villares entre 1842 y 2021                                                    |
| |
| Población de derecho según los censos de población del INE. Población de hecho según los censos de población del INE. |

| 3,846                     | 4,185 | 4,213 | 4,748 | 5,287 | 5,300 | 4,559 | 4,096 | 4,100 | 4,547 | 5,083 | 5,871 | 6,014 | 6,120 |
| (Fuente: INE [Consultar]) |       |       |       |       |       |       |       |       |       |       |       |       |       |

## Economía
La economía del municipio se basa principalmente en el cultivo del olivar de secano, que produce un fino aceite de primera calidad. Los Villares, cuenta con dos importantes cooperativas oleícolas; 'San Isidro Labrador' y 'Sierra de la Pandera', así como una almazara; 'Almazara Jiménez'.
Podemos señalar como iniciativas empresariales reseñables en los últimos años el envasado de agua mineral en el nacimiento de río Frío; y la producción de embutidos que se caracterizan por ser productos de gran calidad y de fabricación semiartesanal. Podemos destacar la artesanía de la mimbre de Los Villares, que supone la segunda fuente de ingresos del municipio y única fórmula de diversificación de las rentas agrarias. También se conserva la artesanía de esparto y de otras especies vegetales como boje, retama y vareta de olivo. Destaca también la ganadería ovina y bovina en menor medida.

### Evolución de la deuda viva municipal
El concepto de deuda viva contempla sólo las deudas con cajas y bancos relativas a créditos financieros, valores de renta fija y préstamos o créditos transferidos a terceros, excluyéndose, por tanto, la deuda comercial.
| Gráfica de evolución de la deuda viva del Ayuntamiento de Los Villares entre 2008 y 2024                |
| |
| Deuda viva del Ayuntamiento de Los Villares, en miles de euros, según datos del Ministerio de Hacienda. |

## Organización político-administrativa

### Elecciones municipales
| Elecciones municipales desde 1979                     |      |      |      |      |      |      |      |      |      |      |      |      |
|                                                       | 1979 | 1983 | 1987 | 1991 | 1995 | 1999 | 2003 | 2007 | 2011 | 2015 | 2019 | 2023 |
| AP/PP                                                 | -    | 4    | 4    | 2    | 4    | 5    | 4    | 6    | 7    | 7    | 6    | 7    |
| PSOE                                                  | 2    | 6    | 6    | 5    | 4    | 5    | 8    | 7    | 5    | 5    | 7    | 6    |
| VOX                                                   | -    | -    | -    | -    | -    | -    | -    | -    | -    | -    | -    | 0    |
| JM+                                                   | -    | -    | -    | -    | -    | -    | -    | -    | -    | -    | -    | 0    |
| C's                                                   | -    | -    | -    | -    | -    | -    | -    | -    | -    | -    | 0    | -    |
| PODEMOS                                               | -    | -    | -    | -    | -    | -    | -    | -    | -    | -    | 0    | -    |
| PCE/IU                                                | 1    | 0    | 0    | 0    | 0    | 0    | 0    | 0    | 1    | 1    | -    | -    |
| PA                                                    | -    | -    | -    | 4    | 3    | 1    | 1    | 0    | 0    | -    | -    | -    |
| PVIN                                                  |      | -    | -    | -    | -    | -    | 0    | -    | -    | -    | -    | -    |
| UCD/CDS                                               | 6    | 1    | 1    | -    | -    | -    | -    | -    | -    | -    | -    | -    |
| IND                                                   | 0    | -    | -    | -    | -    | -    | -    | -    | -    | -    | -    | -    |
| CD                                                    | 0    | -    | -    | -    | -    | -    | -    | -    | -    | -    | -    | -    |
| En negrilla el partido más votado                     |      |      |      |      |      |      |      |      |      |      |      |      |
| Fuente:Datos de las elecciones municipales desde 1979 |      |      |      |      |      |      |      |      |      |      |      |      |

### Alcaldía
| Periodo   | Nombre                                                        | Partido                                            |
| --------- | ------------------------------------------------------------- | -------------------------------------------------- |
| 1979-1983 | José Luis Manrique García                                     |                                                    |
| 1983-1987 | Jacinto Luque Muñoz                                           |                                                    |
| 1987-1991 | Jacinto Luque Muñoz 1989: Fausto Liébanas Morales             |                                                    |
| 1991-1995 | Fausto Liébanas Morales                                       |                                                    |
| 1995-1999 | José Luis Manrique García                                     | Logo del PP desde 1993 hasta 2001                  |
| 1999-2003 | José Luis Manrique García                                     | Logo del PP desde 1993 hasta 2001                  |
| 2003-2007 | Mª Carmen Anguita Herrador                                    |                                                    |
| 2007-2011 | Mª Carmen Anguita Herrador                                    |                                                    |
| 2011-2015 | Francisco José Palacios Ruiz                                  | Logo del PP desde 2008 hasta 2015                  |
| 2015-2019 | Francisco José Palacios Ruiz 2019: Juan José Cabrera Higueras | Logo del PP desde el 9 de julio de 2015 hasta 2019 |
| 2019-2023 | Ana Morillo Anguita                                           |                                                    |
| 2023-act. | Mª Estela Palacios Aguilar                                    |                                                    |

## Cultura

### Fiestas
- Fiestas en honor de Nuestra Señora del Rosario (7/10): La fiesta de la Virgen del Rosario, que no es otra que la instituida por Pío V (conocida por la de Nuestra Señora de la Vichtoria) tras triunfar sobre los turcos en Lepanto en 1571, se celebra en Los Villares en torno a los días que preceden y siguen al 7 de octubre en honor a la que es su patrona desde 1781. Durante tres o cuatro días, esta localidad situada a nueve kilómetros de Jaén, se suceden competiciones deportivas, actividades culturales, concursos de bailes y animadas verbenas nocturnas.

- Fiestas de San Juan (23/06): El día anterior y posterior a la festividad del santo, Patrón de esta localidad conocida por su afamada artesanía de mimbre, se desarrollan las fiestas de san Juan Bautista con concursos deportivos y verbenas que tienen su jornada culminante el día 24 de junio.

- Romería de San Juan (27/06): Durante el último domingo de junio, se desarrolla la romería en honor a san Juan Bautista. Los villariegos se trasladan a la ermita del santo, situada en el Cerro Viejo, para pasar una agradable jornada campestre.